# DAT Politics
DAT Politics — французская электронная группа, созданная в 1999 году. Их энергичные живые выступления объясняют культовый энтузиазм, который окружает французскую электронную группу, поскольку они много гастролируют по миру на протяжении многих лет. Двое основателей (также известные как Tone Rec, Mazza Vision и Skipp) также занимаются визуальным и графическим дизайном, что приводит их к созданию собственных обложек пластинок и видеоклипов. Музыку дуэта часто относят к жанру электропоп и описывают как цепляющую, мелодичную и иногда экспериментальную.
Они сотрудничали и играли с такими электронными экспериментальными исполнителями, как Matmos, Mouse on Mars, Dan Deacon, Black Dice, Aphex Twin, Squarepusher, Pan Sonic, Felix Kubin, Kid606 и Robert Lippok.
Они играли на многочисленных техно-вечеринках и фестивалях по всему миру, таких как Warp Electrowerk в Англии, Sonar Night, Baltimore в США, Dour Festival в Бельгии и Donau Festival в Австрии. DAT Politics появлялись на нескольких экспериментальных или танцевальных сборниках, таких как Clicks & Cuts вместе с Alva Noto, Pan Sonic, Thomas Brinkmann; а также на iTunes Essentials вместе с исполнителями French Touch 2.0, включая Mr. Oizo, Daft Punk и Kavinsky.
Изначально группа была квинтетом на ноутбуках, но с 2009 года работает как дуэт. На сегодняшний день они выпустили десять студийных альбомов на многочисленных международных лейблах. Их последний альбом Substage был выпущен в 2023 году на американском лейбле Disc Drive.

## Дискография

### Студийные альбомы
- (1999) Tracto Flirt — Tigerbeat6
- (2000) Villiger — A-musik[3]
- (2001) Sous Hit — Tigerbeat6[4][5]
- (2002) Plugs Plus — COS Rec[6][7]
- (2004) Go Pets Go — COS Rec[8]
- (2006) Wow Twist — COS Rec[9]
- (2009) Mad Kit — COS Rec[10]
- (2012) Blitz Gazer — Sub Rosa
- (2013) Powermoon — Tigerbeat6
- (2015) No Void — Shitkatapult[11]
- (2023) Substage — Disc Drive

### EP и синглы
- (1999) Process / DAT Politics — Split Series #9 — Fat Cat Records
- (2000) Pâta Jet — Bottrop Boy
- (2001) Rag Bag — Fällt/Fodder
- (2006) Alphabet Series P — Tomlab
- (2006) Roll — Ljud Records
- (2007) Are Oui Phony? — Tigerbeat6
- (2011) People R Inside — IDD
- (2018) Cheval Rouge — Hypnic Jerk
- (2019) DAT Politics / Felix Kubin Split Single — Hypnic Jerk
- (2023) Optic Games — Disc Drive